# Comtat de Duval
|  | Per a altres significats, vegeu «comtat de Duval, Florida». |

El comtat de Duval és un comtat a l'estat de Texas dels Estats Units. Segons el cens del 2020 la seva població era de 9.831 habitants. La seu del comtat és San Diego. El comtat va ser fundat el 1858 i organitzat més tard el 1876. Porta el nom de Burr H. Duval, un soldat de la Revolució de Texas que va morir a la massacre de Goliad.

## Història
El desenvolupament del comtat de Duval va començar durant el Virregnat de Nova Espanya (1521–1821). L'any 1804, sis anys abans que el pare Miguel Hidalgo y Costilla iniciés l'èxit del moviment independentista de Mèxic des d'Espanya, José Faustino Contreras, inspector general de San Luis Potosí, va traçar el paisatge del comtat, que va atreure colons de Mier, Tamaulipas.
L'1 de febrer de 1858, la legislatura de Texas va establir el comtat de Duval. El Texas Almanac de 1867 informava que Duval i el proper comtat de Dimmit només tenien quatre ramaders i que era poc probable que la seva població creixés molt, sense el descobriment de la riquesa mineral. Poc després, una onada d'immigrants anglosaxons arribaren al comtat per a criar ovelles. Vingueren anglesos, francesos, alemanys, irlandesos i escocesos. Durant aquest auge la seu de comtat va gaudir de balls formals i d'alta cuina. La festa dominical de l'Hotel Martinet va atraure mecenes de Corpus Christi, 50 milles (80 km) a l'est.
La taxa de mortalitat rivalitzava amb la de Tombstone (Arizona). Tot i que alguns van morir sota el codi duello, la majoria de les morts del comtat de Duval van ser assassinats que van afectar principalment la població hispanoparlant. Quan es va descobrir una gran pila de pells de vaca que se suposava que provenien d'animals robats prop del límit del comtat, un grup de vigilants del comtat de Duval i McMullen hi linxaren 15 texans de parla espanyola.
La prosperitat de la dècada de 1880 va aplacar l'animositat anglosaxona. Quan Texas Mexican Railway va començar a funcionar el 1881 la seva estació de San Diego esdevingué un notable centre del comerç de pells, llana i cotó, però el boom es punxà quan les ovelles van començar a morir durant l' hivern de 1886-1887, provocant les guerres de les ovelles que un cop més s'acarnissà principalment el llegat de la població hispanoparlant.
Durant el segle XX la família Parr va establir una màquina política que va dominar la política a Duval i als proper comtat de Jim Wells. Aquesta família fou clau a les eleccions de 1948 de Lyndon B. Johnson al Senat dels Estats Units, i va influir en el resultat de les eleccions presidencials de 1960 que van llançar Texas a John F. Kennedy.

## Geografia

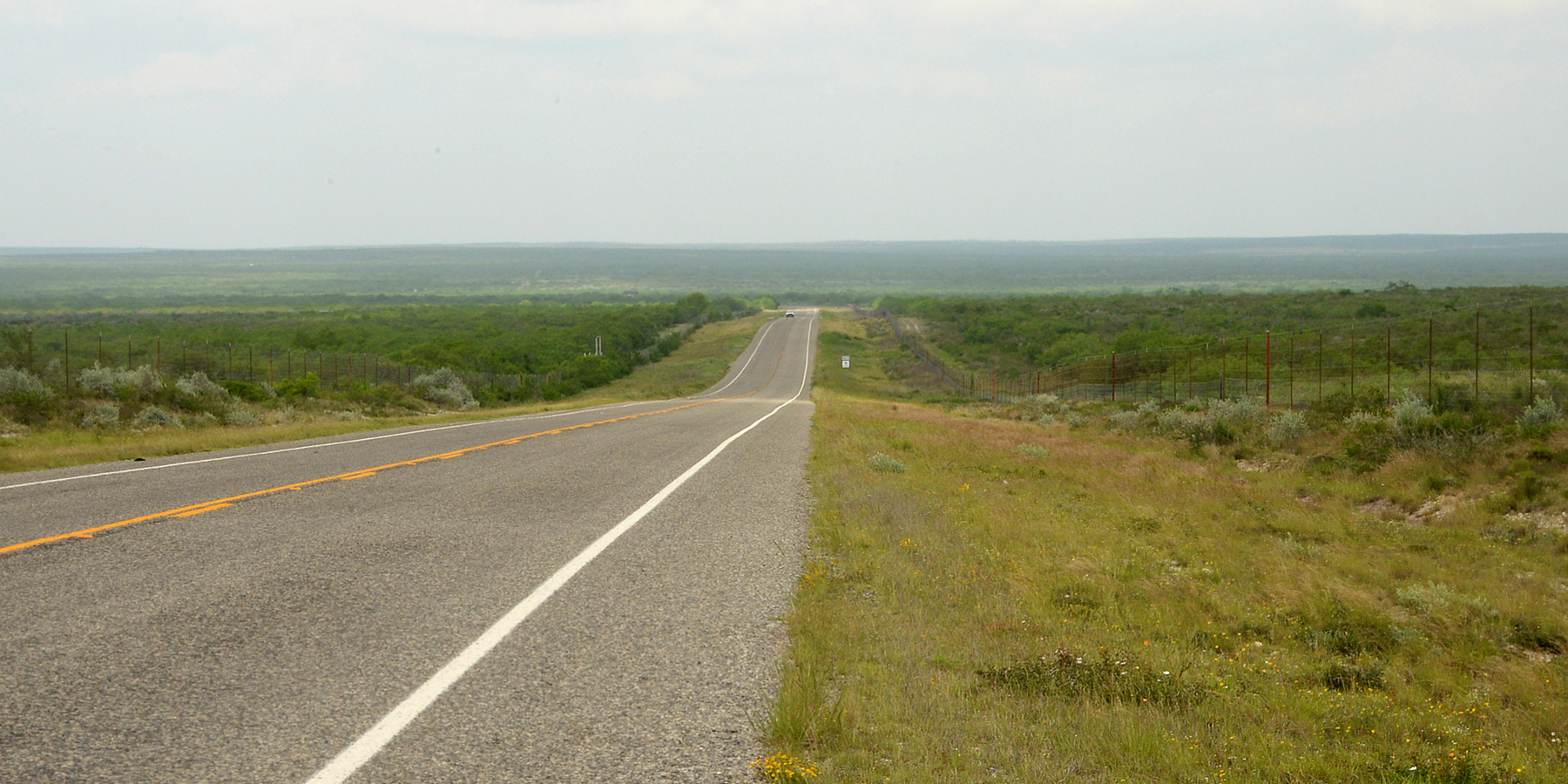
State Highway 16, comtat de Duval, Texas, EUA. (16 d'abril de 2016)

Segons l'Oficina del Cens dels Estats Units, el comtat té una superfície total de 1,796 milles quadrades (4,650 km2), dels quals 1,793 milles quadrades (4,640 km2) és terra i 2.1 milles quadrades (5.4 km2) (0,1%) és aigua. El comtat es troba sobre el dom salí de Piedras Pintas, previst per a l'emmagatzematge d'hidrogen.

### Entitats de població
Ciutats
- Benavides
- Freer
- San Diego (seu del comtat) (una petita part al comtat de Jim Wells)

Llocs designats pel cens
- Concepcion
- Realitos

Comunitats no incorporades
- Ramirez
- Rios
- Sejita

Despoblats
- Crestonio
- Pila Blanca
- Sweden

### Comtats adjacents
- Comtat de McMullen (nord)
- Comtat de Live Oak (nord-est)
- Comtat de Jim Wells (est)
- Comtat de Brooks (sud-est)
- Comtat de Jim Hogg (sud-oest)
- Comtat de Webb (oest)
- Comtat de La Salle (nord-oest)

## Demografia

### Cens del 2020
| Raça / ètnia                            | Pobl. 2010 | Pobl. 2020 | % 2010  | % 2020  |
| --------------------------------------- | ---------- | ---------- | ------- | ------- |
| Blanc sol (NH)                          | 1.206      | 937        | 10,24%  | 9,53%   |
| Negre o afroamericà sol (NH)            | 86         | 145        | 0,73%   | 1,47%   |
| Nadiu americà o nadiu d'Alaska sol (NH) | 18         | 13         | 0,15%   | 0,13%   |
| Només asiàtic (NH)                      | 17         | 45         | 0,14%   | 0,46%   |
| Solament illenc del Pacífic (NH)        | 5          | 0          | 0,04%   | 0,00%   |
| Una altra raça sola (NH)                | 6          | 8          | 0,05%   | 0,08%   |
| Raça mixta/multi-racial (NH)            | 20         | 721        | 0,17%   | 7,33%   |
| Hispà o llatí (qualsevol raça)          | 10.424     | 7.962      | 88,47%  | 80,99%  |
| Total                                   | 11.782     | 9.831      | 100,00% | 100,00% |

Nota: el cens dels EUA tracta els hispans/llatins com una categoria ètnica. Aquesta taula exclou els llatins de les categories racials i els assigna a una categoria separada. Els hispans/llatins poden ser de qualsevol raça.

### Cens del 2010
Segons el cens dels Estats Units del 2010, hi havia 11.782 persones que vivien al comtat. El 87,0% eren blancs, el 0,9% negres o afroamericans, el 0,4% nadius americans, el 0,2% asiàtics, el 9,8% d'alguna altra raça i l'1,7% de dues o més races. El 88,5% eren hispans o llatins (de qualsevol raça).
Segons el cens del 2000, hi havia 13.120 persones, 4.350 llars i 3.266 famílies que vivien al comtat. La densitat de població era de 7 habitants per milla quadrada (3/km 2). Hi havia 5.543 habitatges amb una densitat mitjana de 3 per ² milla (1/km 2). La composició racial del comtat era 80,22% blancs, 0,54% negres o afroamericans, 0,53% nadius americans, 0,11% asiàtics, 0,03% illencs del Pacífic, 15,46% d'altres races i 3,11% de dues o més races. El 87,99% de la població era hispà o llatí de qualsevol raça.
Dels 4.350 habitatges en un 36,80% hi vivien nens de menys de 18 anys, en un 53,20% hi vivien parelles casades, en un 16,80% dones solteres i en un 24,90% no eren unitats familiars. En el 22,90% dels habitatges hi vivien persones soles l'11,70% de les quals corresponia a persones de 65 anys o més que vivien soles. El nombre mitjà de persones vivint en cada habitatge era de 2,88 i el nombre mitjà de persones que vivien en cada família era de 3,40.
Per edats la població es repartia al comtat, amb un 29,50% menors de 18 anys, un 9,50% entre 18 i 24, un 26,40% entre 25 i 44, un 20,60% entre 45 i 60 i un 14,00% 65 anys o més vell. La mitjana d'edat era de 34 anys. Per cada 100 dones hi havia 100,70 homes. Per cada 100 dones de 18 o més anys hi havia 102,90 homes.
La renda mediana d'una llar del comtat era de 22.416 $ i la renda mediana d'una família de 26.014 $. Els homes tenien una renda mediana de 25.601 $ mentre que les dones 16.250 $. La renda per capita del comtat era d'11.324 $. Al voltant del 23,00% de les famílies i el 27,20% de la població estaven per davall del llindar de pobresa, incloent el 35,90% dels menors de 18 anys i el 25,30% dels 65 o més.

## Política
El comtat de Duval és un bastió demòcrata com la majoria del sud de Texas, molt hispà. L'últim republicà que governà el comtat va ser Theodore Roosevelt el 1904. A les eleccions presidencials de 1964, 1968 i 1972, Duval va ser el comtat més demòcrata del país. A les eleccions presidencials de 2004, el comtat va votar pel demòcrata John F. Kerry de Massachusetts per un fort marge malgrat el marge de victòria del 22,87% de George W. Bush a l'estat. Del 1956 al 2012, el candidat demòcrata va rebre constantment més del setanta per cent dels vots del comtat. Després de 2012, els votants del comtat van començar a tendir cap al Partit Republicà; el marge de victòria demòcrata va disminuir en 18,9 punts percentuals del 2012 al 2016 i en 32,6 punts percentuals del 2016 al 2020, amb el candidat presidencial demòcrata Joe Biden guanyant el comtat només un 2,6 per cent.
Després que les eleccions inicials tornessin a la segona volta de les eleccions primàries demòcrates de 1948 per al Senat dels Estats Units, el comtat de Duval va afegir 425 vots per Lyndon B. Johnson davant Coke R. Stevenson (George Parr va organitzar simultàniament el frau electoral més famós per a Johnson a Alice).
El comtat de Duval és conegut per la política corrupta, especialment a principis i mitjans del segle xx, quan va ser controlat en gran part per la màquina política del senador estatal de Texas Archie Parr i el seu fill George Parr, cadascun al seu torn anomenat El Patrón o el "Duc de Duval". Givens Parr havia estat jutge del comtat abans que el seu germà petit George. George va ser elegit més tard xèrif. Archer Parr III, nebot i germà adoptiu de George, va ocupar més tard aquests dos càrrecs. Mentrestant, el llavors fiscal general de Texas, John Ben Shepperd, va presentar unes tres-centes acusacions estatals contra els funcionaris del comtat i de l'escola.

## Educació
Els districtes escolars del comtat inclouen:
- Benavides Independent School District
- Freer Independent School District
- Premont Independent School District
- Ramirez Common School District
- San Diego Independent School District

Coastal Bend College (abans Bee County College) és el col·legi comunitari designat per al comtat.